# Április 20.
Április 20. az év 110. (szökőévben 111.) napja a Gergely-naptár szerint. Az évből még 255 nap van hátra.
Névnapok: Tivadar + Aladár, Aladin, Alarik, Dejte, Konrád, Kurt, Odett, Odetta, Odil, Odília, Töhötöm, Vincencia

## Események

### Politikai események
- 1083 – I. (Szent) László magyar király jelenlétében felnyitják Fehérváron István király sírját. Ettől a naptól kezdve szentként tisztelik az első királyt, noha hivatalos szentté avatása majd csak Könyves Kálmán idejében lesz.
- 1353 – I. Lajos magyar király bevonja a hiteleshelyek pecsétjeit.
- 1792 – A forradalmi Franciaország hadat üzen a Habsburg Birodalomnak.[1]
- 1919 – Szamuely Tibor Győrben elmondja hírhedtté vált beszédét.
- 1990 – A csehszlovák Szövetségi Gyűlés Cseh és Szlovák Szövetségi Köztársaságra változtatja az ország elnevezését.
- 2008 – Befejeződik XVI. Benedek pápa látogatása az USA-ban.

### Tudományos és gazdasági események
- 1967 – Holdra szállt a Surveyor–3 szonda.
- 1977 – Amerikai rakétával Föld körüli pályára áll az ESA első műholdja, a magnetoszférát vizsgáló GEOS.
- 2017 – Kína elindítja első teherűrhajóját, a Tiencsou–1-et a Hajnan tartománybeli Vencsang űrrepülőtérről.[2]

### Kulturális események
- 1964 – Elindult a BBC Two tévécsatorna
- 1992
  - Megnyílik Sevillában a 20. század utolsó egyetemes világkiállítása.
  - Freddie Mercury-emlékkoncert

### Sportesemények
Formula–1
- 2003 –  San Marinó-i nagydíj, Imola - Győztes: Michael Schumacher  (Ferrari)
- 2014 –  kínai nagydíj, Shanghai International Circuit - Győztes: Lewis Hamilton  (Mercedes)

### Egyéb események
- 1999 – Ámokfutás a Columbine High Schoolban

## Születések
- 1245 – III. (Merész) Fülöp francia király († 1285)
- 1738 – Jelky András író, utazó († 1783)
- 1789 – Adler György zeneszerző, egyházzenész és basszusénekes († 1862)
- 1808 – III. Napóleon francia császár († 1873)
- 1820 – Pálffy Albert ügyvéd, lapszerkesztő, író, politikus, az MTA tagja († 1897)
- 1844 – Kőrösy József statisztikus, a legnagyobb hatású 19. századi magyar statisztikusok egyike, az MTA tagja († 1906)
- 1882 – Konrad Knopp német matematikus († 1957)
- 1889 – Adolf Hitler német politikus, a náci párt vezetője, birodalmi vezér és kancellár, diktátor, a „Führer” († 1945)
- 1890 – Las Torres Béla úszó († 1915)
- 1893 – Joan Miró katalán festő († 1983)
- 1895 – Henry de Montherlant francia regényíró, esszéista, drámaíró, akadémikus († 1972)
- 1901 – Michel Leiris francia író és etnológus († 1990)
- 1902 – Gonda György magyar színész († 1970)
- 1908 – Kovács Béla magyar politikus, földművelésügyi miniszter, a Független Kisgazdapárt főtitkára († 1959)
- 1915 – Szeleczky Zita magyar színésznő, filmszínésznő († 1999)
- 1918 – Gál József világbajnok magyar birkózó († 2003)
- 1919 – Belák Sándor magyar agrogeológus, egyetemi tanár († 1978)
- 1922 – Zámori László magyar színész († 2014)
- 1927 – Phil Hill (Philip Toll Hill) amerikai autóversenyző, a Formula–1 egyszeres világbajnoka (1961) († 2008)
- 1928 – Heinz Melkus német autóversenyző († 2005)
- 1929 – Palásti Pál magyar rádiós és televíziós zenei rendező, szerkesztő, a Magyar Televízió örökös tagja († 2007)
- 1930 – Stuart Lewis-Evans brit autóversenyző († 1958)
- 1930 – Zsoldos Péter sci-fi-író († 1997)
- 1937 – Harmathy Attila Széchenyi-díjas magyar jogtudós, az Alkotmánybíróság tagja, az MTA rendes tagja († 2022)
- 1937 – George Takei amerikai színész, rendező, aktivista
- 1938 – Tamási Eszter magyar tévébemondó, a Magyar Televízió örökös tagja († 1991)
- 1939 – Tiboldi Mária Jászai Mari-díjas magyar szinésznő, a Budapesti Operettszínház és a Halhatatlanok Társulatának örökös tagja († 2023)
- 1940 – Gál Jolán magyar újságíró, televíziós szerkesztő, riporter, főmunkatárs
- 1941 – Ryan O’Neal amerikai színész († 2023)
- 1941 – Moyses Márton romániai magyar költő, a kommunista diktatúra mártírja († 1970)
- 1942 – Nemere Zoltán kétszeres olimpiai bajnok magyar vívó († 2001)
- 1944 – Joós László Jászai Mari-díjas magyar színész, a Veszprémi Petőfi Színház örökös tagja († 2023)
- 1946 – Gordon Smiley amerikai autóversenyző († 1982)
- 1948 – Adolf Lu Hitler Marak indiai politikus
- 1949 – Jessica Lange kétszeres Oscar-díjas amerikai színésznő
- 1951 − Dluhopolszky László magyar karikaturista, grafikus, lapszerkesztő
- 1954 – Derzsi János Jászai Mari-díjas magyar színész
- 1955 – 
  - Svante Pääbo Nobel-díjas svéd genetikus, a paleogenetika egyik megalapítója
  - Dolák-Saly Róbert magyar humorista, színész
- 1960 – Pusztaszeri Kornél magyar színész
- 1961 – Paolo Barilla olasz autóversenyző
- 1963 – Maurício Gugelmin brazil autóversenyző
- 1964 – Zentai Lilla magyar színésznő
- 1969 – Felix Baumgartner osztrák ejtőernyős, helikopterpilóta, többszörös világrekorder bázisugró. Ő az első ember, aki ejtőernyős ugrás során átlépte a hangsebességet (2012).
- 1972 – Carmen Electra amerikai színésznő
- 1973 – Dévényi István magyar újságíró, műsorvezető
- 1974 – Major Melinda magyar színésznő
- 1979 – Gregor Tait angol úszó
- 1980 – Oszter Alexandra magyar színésznő, képzőművész, illusztrátor
- 1981 – Ermal Meta albán származású olasz énekes
- 1983 – Miranda Kerr ausztrál fotómodell
- 1984 – Michel Batista kubai birkózó
- 1985 – Zana Norbert magyar labdarúgó
- 1985 – Pavo Marković horvát vízilabdázó
- 1987 – Alberti Zsófi magyar színésznő
- 1987 – John Patrick Amedori amerikai színész
- 1987 – Anna Rossinelli svájci–lengyel énekesnő, a 2011-es Eurovíziós Dalfesztivál svájci versenyzője
- 1988 – Widder Kristóf magyar színész ("Mátyás, a sosem volt királyfi" főszereplője)
- 1992 – Kvak Tonghan dél-koreai cselgáncsozó
- 1999 – Andreas Sargent Larsen dán műugró

## Halálozások
- 1314 – V. Kelemen pápa (* 1264)
- 1558 – Johannes Bugenhagen német reformátor (* 1485)
- 1769 – Pontiac indián törzsfőnök, az USA-ban megye, tó, város és autómárka névadója (* 1712 – 1725 között)
- 1821 – Franz Carl Achard porosz természettudós, az európai cukorrépa-termesztés és cukorgyártás megteremtője (* 1753)
- 1857 – Mednyánszky Sándor Cézár római katolikus pap, az 1848–49-es forradalom és szabadságharc tábori főlelkésze (* 1824)
- 1872 – Ljudevit Gaj horvát nyelvész, politikus, író, a horvát megújhodási mozgalom, az illirizmus vezető személyisége és a szerbhorvát nyelv egyik atyja (* 1809)
- 1912 – Bram Stoker angol író, a „Drakula” c. horrorregény szerzője (* 1847)
- 1918 – Karl Ferdinand Braun német feltaláló, Nobel-díjas fizikus (*  1850)
- 1932 – Giuseppe Peano olasz matematikus (* 1858)
- 1945 – Wacław Sieroszewski, legendás életű lengyel etnográfus, író, katona és politikus (* 1858)
- 1949 – Bánáss László veszprémi püspök (* 1888)
- 1952 – Gordon Reid amerikai autóversenyző (* 1923)
- 1974 – Peter Lee Lawrence, színész (* 1944)
- 1983 – Mezey Mária magyar színésznő, érdemes és kiváló művész (* 1909)
- 1984 – Gálcsiki János, magyar színész, szinkronszínész (* 1926)
- 1992 – Benny Hill (er. Alfred Hawthorn Hill), angol komikus (* 1924)
- 1992 – Eörsi Gyula  magyar jogtudós, egyetemi tanár, a Magyar Tudományos Akadémia rendes tagja (* 1922)
- 1995 – Milovan Gyilasz (Milovan Đilas), montenegrói szerb születésű kommunista partizánvezér, jugoszláv politikus, társadalomtudós (* 1911)
- 2000 – Sárosdy Rezső Jászai Mari-díjas magyar színész, érdemes művész, a debreceni Csokonai Színház örökös tagja (* 1926)
- 2003 – Kató Daidzsiró japán motorkerékpár-versenyző (* 1976)
- 2006 – Bella István Kossuth-díjas magyar költő (* 1940)
- 2018 – Avicii svéd zenei producer és lemezlovas (* 1989)
- 2021 – Árdeleán László magyar színész (* 1956)
- 2024 – Mohás Lívia József Attila-díjas magyar író, pszichológus (* 1928)

## Nemzeti ünnepek, emléknapok, világnapok
- A marihuána félhivatalos világnapja („420” vagy „4/20” nap)[3]